# 15の即興曲 (プーランク)
即興曲（Improvisations）は、フランシス・プーランクが1932年から1959年の間に作曲したピアノ曲。折々の時期に書かれた作品が全15曲あり、FP番号はFP63、113、170、176。

## 概要
プーランクは自身のピアノ曲について批判的だった。その理由は「ピアノで作曲する方法を知り過ぎていたから」であり、歌曲伴奏や管弦楽、室内楽のアンサンブルではうまく書けていた一方で、「どういうわけか私から逃れて行くのはピアノ独奏である」と述べている。特に組曲『ナポリ』と『ナゼルの夜会』については「猶予なく非難する」とまで言い切っている。そうした中で彼自身が好意的に見ていたのが即興曲であった。
全15曲は異なる時期に書かれており、最初の10曲が旺盛な創作期、次の2曲が1941年、最後の3曲が1958年から1959年にかけての間となっている。大半の曲が副題を持っておらず、音楽そのものとしての鑑賞を望む作曲者の意向が反映されている。プーランクの個性を反映しない曲はひとつもないと言っても過言ではなく、中には作曲者の楽曲中でも屈指の煌びやかさを持ち、記憶に残る作品が含まれている。

## 即興曲 FP63
第1番 ロ短調 Presto ritmico
マルグリット・ロンへ献呈。ABAの三部形式。急速な音型に始まり、抒情的な中間部が挟まれる。音楽学者のピエレット・マリはこの曲に妖精が上機嫌でつま先で回る姿を思い浮かべている。
第2番 変イ長調 Assez animé
Louis Duffeyへ献呈。柔和な表情を持つ。
第3番 ロ短調 Presto très sec
プーランクの姪のブリジット・マンソーへ献呈。気まぐれさを見せる楽曲。
第4番 変イ長調 Presto con fuoco
Claude Popelinへ献呈。一貫して三段譜で記譜されており、ピアノのヴィルトゥオーソであった作曲者の面目躍如たる楽曲。
第5番 イ短調 Modéré mais sans lenteur
ジョルジュ・オーリックへ献呈。一定のシンコペーションのリズムで半音階による旋律を奏でる。
第6番 変ロ長調 À toute vitesse
ジャック・フェヴリエへ献呈。ビューグルの鳴る古風な行進曲を想わせる。プロコフィエフの影響を指摘する見解もある。
第7番 ハ長調 Modéré sans lenteur
伯爵夫人A・J・de Noaillesへ献呈。真面目な温かさが、ユーモラスな他の作品との好対照を成す。穏やかな旋律で始まり、中間部では大きく盛り上がる。
第8番 イ短調 Presto
オーリックの妻のノラ・ジョルジュ・オーリックへ献呈。マリは「おもちゃ箱を開いて、可愛い人形に恋する錫の兵隊を見つけるよう」と評しており、学者のキース・ダニエルは「いたずらなプレスト」と述べている。
第9番 ニ長調 Presto possible
女優のテレーズ・ドルニーへ献呈。無窮動風の音楽で、伴奏と旋律の境目が曖昧になっている。
第10番 ヘ長調 （スケールを讃えて "Éloge des gammes"） Modéré sans traîner
エルネスト・ショーソンのいとこにあたるジャック・ルロールへ献呈。気まぐれな調子でピアノの練習風景を描写する。

## 即興曲 FP113
第11番 ト短調 Assez animé
ピアニストのクロード・デルヴァンクールへ献呈。21小節の長さのごく短い楽曲。スタッカートの伴奏に乗って旋律が奏でられる。
第12番 変ホ長調 （シューベルトを讃えて "Hommage à Schubert"） Mouvement de valse
女優のエドヴィージュ・フィエールへ献呈。パリっ子であるプーランクの機知を交えてシューベルトのワルツを模倣する。

## 即興曲 FP170
第13番 イ短調 Allegro commodo
オーギュスト・ランビオットへ献呈。幅の広いアルペッジョとペダルの使用が豊かな響きを生み出す中、懐旧的な美しい旋律が奏でられる。
第14番 変ニ長調 Allegretto
音楽学者のアンリ・エルへ献呈。曲はプーランクの個性的な回り道を経て、特徴的な和声や装飾に彩られる。

## 即興曲 FP176
第15番 ハ短調 （エディット・ピアフを讃えて "Hommage à Edith Piaf"） Très vite
歌手のエディット・ピアフへ献呈。序奏に続いて出される主題はシャンソン『枯葉』の旋律を模したもので、キャバレーの雰囲気を醸し出している。